# Christian Holst
Christian Lamhauge Holst, född 25 december 1981 är en dansk-färöisk fotbollsspelare som för närvarande spelar i Silkeborg IF.
I augusti 2003 blev Holst antagen att spela i Färöarnas fotbollslandslag eftersom han ansågs tillräckligt färöisk för det. Hans far är ifrån Danmark och modern är från Färöarna.